# Stoczek Łukowski
Pour les articles homonymes, voir Stoczek Łukowski (homonymie).
Stoczek Łukowski (prononciation [ˈstɔt͡ʂɛk wuˈkɔfskʲi])  est une ville située dans l'est de la Pologne, dans la voïvodie de Lublin et le powiat de Łuków.
C'est une gmina urbaine, mais elle est aussi le siège administratif (chef-lieu) de la gmina de Stoczek Łukowski, bien qu'elle ne fasse pas partie du territoire de cette gmina. 
Sa population s'élevait à 2 719 habitants en 2006.

## Histoire
C'est le lieu de la bataille de Stoczek (14 février 1831), victoire de l'armée du royaume de Pologne sur l'armée russe au cours de l'insurrection de 1830-1831.
De 1975 à 1998, la gmina faisait partie de l'ancienne Voïvodie de Siedlce ; depuis 1999, elle fait partie de la nouvelle voïvodie de Lublin.

## Démographie
Données du 31 décembre 2007:
| Description        | Total  | Total | Femmes | Femmes | Hommes | Hommes |
| ------------------ | ------ | ----- | ------ | ------ | ------ | ------ |
| Unité              | Nombre | %     | Nombre | %      | Nombre | %      |
| Population         | 2 748  | 100   | 1 436  | 52,2   | 1 312  | 47,8   |
| Densité (hab./km²) | 304,5  | 304,5 | 158,9  | 158,9  | 145,6  | 145,6  |